# Schweitenkirchen
Schweitenkirchen là một đô thị ở huyện Pfaffenhofen bang Bayern thuộc nước Đức..